# SEAT Exeo
La SEAT Exeo è un'autovettura di segmento D di classe medio-alta prodotta dalla casa automobilistica spagnola SEAT dal 2009 all'estate del 2013.

## L'auto

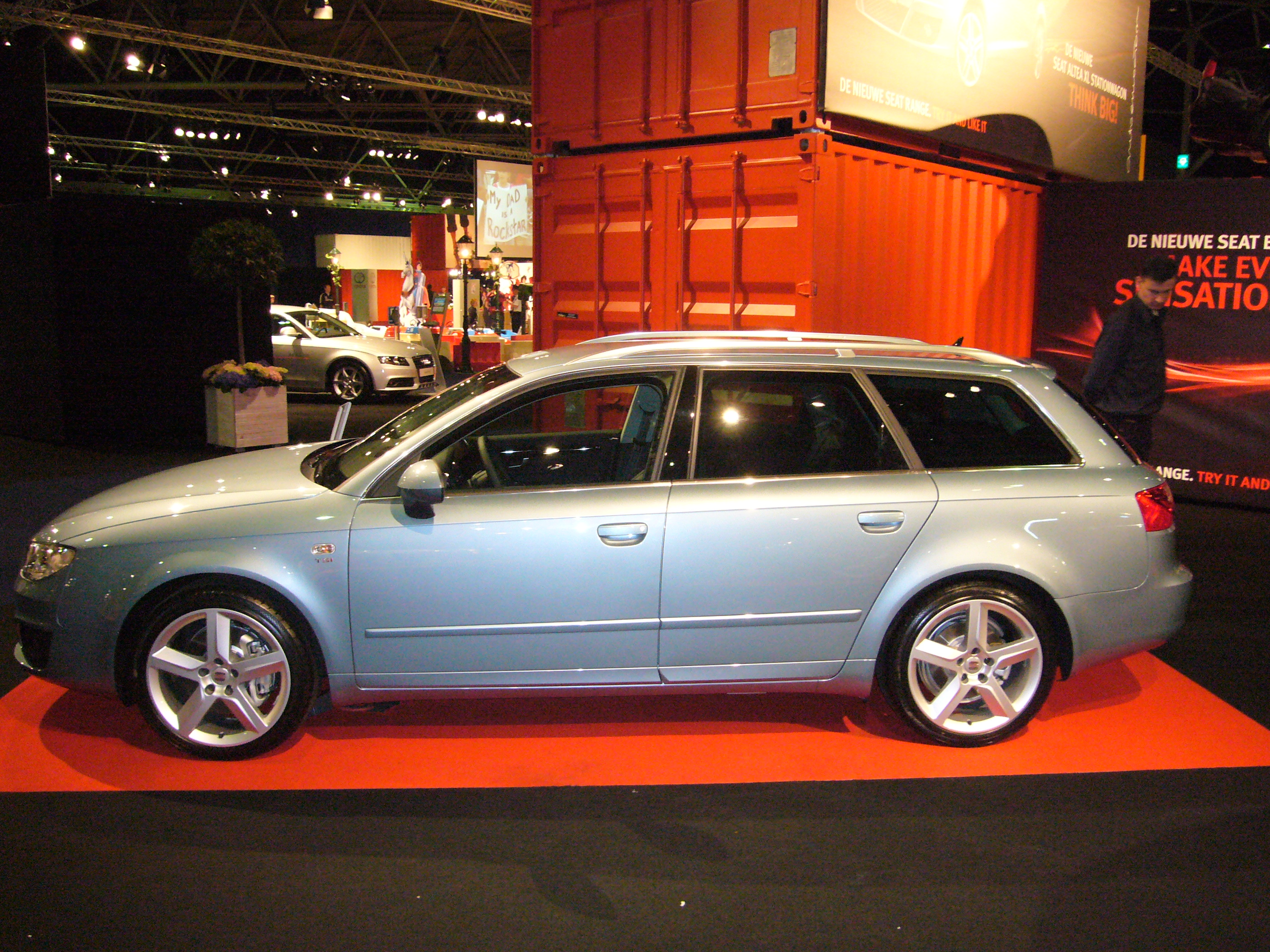
Una Seat Exeo ST

### Versione berlina
La Seat Exeo è quasi interamente derivata, non solo nel pianale ma anche in gran parte della carrozzeria, dalla Audi A4 della serie prodotta dal 2001 al 2007 ed in quel momento già uscita di produzione. La versione berlina viene commercializzata in Italia dal gennaio 2009 con due motori a benzina, 1.6 L da 102 cv e 2.0 TSI da 200 cv, e due motori turbodiesel common-rail, 2.0 TDI da 143 e 170 cv. Gli allestimenti sono 3: Reference, Style e Sport rispettivamente l'allestimento base, intermedio e sportivo full-optional.
Nel 2010 il motore 1.6 benzina è stato sostituito dal 1.8 TSI da 120 cv ed è stato aggiunto alla gamma dei diesel il 2.0 TDI depotenziato a 120 cv solo nell'allestimento Reference (per quanto riguarda il mercato italiano) e con i propulsori 2.0 TSI Sport e 2.0 TDI 143 cv Style è disponibile il cambio automatico a variazione continua Multitronic, già installato su molti modelli Audi.

### Versione ST
A partire dal settembre 2009 viene prodotta la Exeo ST, versione station wagon della berlina di classe medio-alta della SEAT, lunga appena un centimetro in più della berlina. Le motorizzazioni e gli allestimenti utilizzati sono le stesse della berlina.

#### Motorizzazioni
| Modello        | Disponibilità       | Motore  | Cilindrata (cm³) | Potenza         | Coppia Massima (Nm) | Emissioni CO2 (g/Km) | 0–100 km/h (secondi) | Velocità max (Km/h) | Consumo medio (Km/l) |
| 1.6            | dal debutto al 2010 | Benzina | 1595             | 75 Kw (102 Cv)  | 148                 | 176                  | 12.6                 | 190                 | 10.2                 |
| 1.8 TSI        | dal 2010            | Benzina | 1798             | 88 Kw (120 Cv)  | 230                 | 169                  | 10.6                 | 202                 | 13.7                 |
| 2.0 TSI        | dal debutto         | Benzina | 1984             | 147 Kw (200 Cv) | 280                 | 179                  | 7.3                  | 235                 | 13.0                 |
| 2.0 TSI/211 Cv | dal 2010 al 2011    | Benzina | 1984             | 155 Kw (211 Cv) | 280                 | 179                  | 7.3                  | 241                 | 12.3                 |
| 2.0 TDI        | dal debutto         | Diesel  | 1968             | 88 Kw (120 Cv)  | 290                 | 136                  | 10.5                 | 204                 | 19.2                 |
| 2.0 TDI/143 Cv | dal debutto         | Diesel  | 1968             | 105 Kw (143 Cv) | 320                 | 136                  | 9.2                  | 215                 | 19.2                 |
| 2.0 TDI/170 Cv | dal debutto         | Diesel  | 1968             | 125 Kw (170 Cv) | 350                 | 148                  | 8.4                  | 229                 | 17.5                 |